# 1361
| 1361               |
| ------------------ |
| Dødsfald - Fødsler |
|                    |

| Gregoriansk kalender | 1361 MCCCLXI            |
| Ab urbe condita      | 2114                    |
| Armensk kalender     | 810 ԹՎ ՊԺ               |
| Kinesiske kalender   | 4057 – 4058 庚子 – 辛丑 |
| Etiopisk kalender    | 1353 – 1354             |
| Jødisk kalender      | 5121 – 5122             |
| Hindukalendere       |                         |
| - Vikram Samvat      | 1416 – 1417             |
| - Shaka Samvat       | 1283 – 1284             |
| - Kali Yuga          | 4462 – 4463             |
| Iransk kalender      | 739 – 740               |
| Islamisk kalender    | 762 – 763               |

Konge i Danmark: Valdemar 4. Atterdag 1340-1375
Se også 1361 (tal)

## Begivenheder
- Juli – Valdemar Atterdag erobrer Gotland og Øland